# 熊本県民総合運動公園陸上競技場
熊本県民総合運動公園陸上競技場（くまもとけんみんそうごううんどうこうえんりくじょうきょうぎじょう）は、熊本県熊本市東区の熊本県民総合運動公園内にある陸上競技場兼球技場。
熊本市東区に本社を置き、健康食品の通信販売を行うえがおが命名権を取得し、2017年2月から「えがお健康スタジアム」（えがおけんこうスタジアム、略称「えがおS」）の呼称を用いている（詳細は後述）。
施設は熊本県が所有し、熊本県スポーツ振興事業団が指定管理者として運営管理を行っている。

## 歴史
1998年に竣工した、日本陸上競技連盟第1種公認競技場で、同年の日本陸上競技選手権大会の会場となり、翌1999年の第54回国民体育大会の主会場として用いられた。また熊本県春富村（現・和水町）出身のマラソン選手・金栗四三および「九州」「熊本」の頭文字からとった「KK」と、屋根の形状（鳥の羽根、「WING」）にちなみ、KKWING（ケーケーウィング）の愛称が設けられた。マラソン大会の際に走者が出入りする第3ゲートには、「金栗ゲート」の別名がつけられている。
2001年に平成13年度全国高等学校総合体育大会（ひのくに新世紀総体）の総合開会式と陸上競技の試合が開催された。
2002 FIFAワールドカップではベルギー代表のキャンプ地となった。また同じ2002年には横浜F・マリノス、2003年にはジェフ市原のキャンプ地として利用された。2005年には浦和レッズ（当初タイでキャンプを行う予定だったが、鳥インフルエンザの流行やキャンプ地のグラウンド状態の問題などから代替地として利用された）、2006年からは北海道コンサドーレ札幌がキャンプを行っている。
2004年からジャパンラグビートップリーグの試合が開催されている。
2005年11月には、朝鮮民主主義人民共和国（北朝鮮）で開催が予定されていたAFCユース選手権2006 (予選)（N組）が代替開催された。
2009年1月20日に、サッカー日本代表の公式戦（AFCアジアカップ2011 (予選)）が初めて開催された。
2015年3月2日にラグビーワールドカップ2019の開催会場となることが発表された。
2016年4月14日以降発生した一連の熊本地震においては、スタジアムが救援物資の集積拠点となり競技施設としての利用が一時出来なくなった。また、地震によりスタジアムそのものも照明設備が一部損傷し輝度不足となっているほか、客席などスタジアム本体も損傷を受けており、安全性の確認ができていないとして、予定されていたJリーグの2試合が会場変更となった ほか、6月に予定されていた県高校総体が会場変更となった。同年7月に安全確認作業が終了し再び試合に使われるようになったが、一部制限が設けられていた。2017年4月より全面使用が可能となった。

## 施設概要

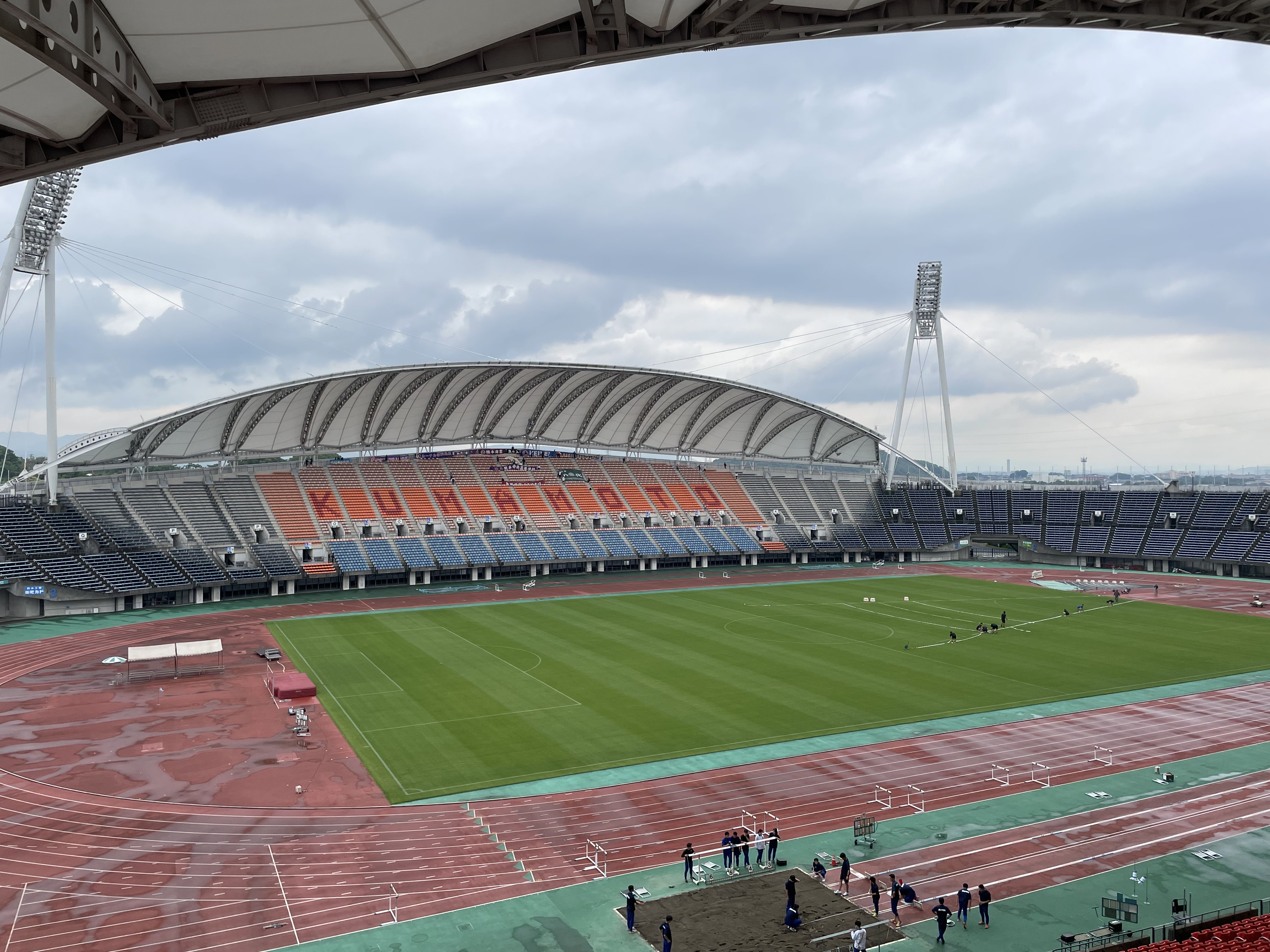
グラウンド

隣接する補助競技場（第3種公認）と併せて、日本陸上競技連盟の第1種公認を受けている。
32,000人を収容するスタンドは1層式で、メインスタンドとバックスタンドにテフロン製の屋根が架設されている。屋根の両端に立つ鉄塔（計4本）は、最上部に縦長の照明設備を持つ他、屋根の支持構造を兼ねた独特の設計となっている。またアウェイ側（メインスタンドから右手側）に、三菱電機製のオーロラビジョンが1基設置されている。ホーム側（メインスタンドから左手側）にも、ラグビーワールドカップ2019に向けて常設の大型スクリーンが1基設置された。
陸上用トラック9レーンを持ち、内部のフィールド部分は天然芝で長さ107m、幅70mである。

## 施設命名権
熊本県は、熊本県民総合運動公園陸上競技場に施設命名権を導入する決定をし、2008年12月3日から2009年1月16日までの期間で募集したが応募企業は現れず、熊本県では「期間を定めず、引き続き募集を受け付けたい」としていた。
2012年11月23日、熊本市北区に本社を置く山田青果卸売市場が熊本県民総合運動公園陸上競技場の命名権を取得し、12月14日に熊本県とネーミングライツに関する基本合意書に調印した（契約は2013年2月1日から4年間（年額2,500万円）、呼称は「うまかな・よかなスタジアム」（略称：うまスタ）（うまかな：美味果菜、よかな：良果菜は同社の商標登録名））。2016年11月、山田青果卸売市場が契約を満了すると報じられた。これは2016年の熊本地震で多くの農家が被害を受けた為、用意していた命名権費用を農家救済に充てるためという。
2017年1月23日、熊本市は熊本市東区に本社を置くえがおと命名権を契約し、「えがお健康スタジアム」（略称：えがおS）の呼称を用いると発表した。契約期間は2017年2月1日から2021年1月31日までの4年間（命名権料は年間2,500万円）となる。
なお、命名権採用後は、基本的に上記の名称を使うことになっているが、クリーンスタジアム規定が適用されるサッカー（国際サッカー連盟及びアジアサッカー連盟主催）、ラグビー（ワールドラグビー主催）の国際試合・大会・事前キャンプなどでは、例外として正式名称を使用する。

## 開催された主なイベント・大会

### 陸上競技
- 金栗記念選抜陸上中長距離大会
- 第109回日本選手権10000m（2025年）
- 第54回全国高等学校総合体育大会陸上競技大会（2001年）
- 第80回日本学生陸上競技対校選手権大会（2011年）
- 第44回全日本中学校陸上競技選手権大会（2017年）
- 第53回全国高等専門学校体育大会陸上競技（2018年）

### サッカー

#### 国内試合
- ロアッソ熊本のホームゲーム
- J1昇格プレーオフ
- J1参入プレーオフ
- 天皇杯 JFA 全日本サッカー選手権大会
- 九州サッカーリーグ

#### 国際試合
- FIFA（国際サッカー連盟）主管試合
  - AFCユース選手権2006 (予選)（2005年、グループ14 全3試合）
    - 日本 対 チャイニーズタイペイ
    - 北朝鮮 対 チャイニーズタイペイ
    - 日本 対 北朝鮮

  - AFCアジアカップ2011 (予選)（2009年1月20日 日本 対 イエメン）
- 日本代表強化試合（キリンチャレンジカップ）
  - 2007 U-23戦 日本 対 アメリカ
  - 2017 女子戦 日本 対 コスタリカ

### ラグビー
- ジャパンラグビートップリーグ
- ラグビーワールドカップ2019
  - プールC フランス - トンガ（10月6日）
  - プールD ウェールズ - ウルグアイ（10月13日）

### その他
- 第54回国民体育大会
- 平成13年度全国高等学校総合体育大会開会式
- 第24回全国健康福祉祭ねんりんピック2011（ふれ愛）熊本開会式

### スポーツ大会以外
- 2011年8月27日、Mr.Childrenが『Mr.Children STADIUM TOUR 2011 SENSE -in the field-』熊本公演を開催[11]。
- 2017年9月9日、Mr.Childrenが、25周年を記念した全国ドーム＆スタジアムツアーのファイナル・熊本公演を開催し、4万1,000人を動員した[12]。その模様は『Mr.Children DOME & STADIUM TOUR 2017 Thanksgiving 25』に収められている[13]。

## 事故
- 2023年5月 - 関東大学ラグビー春季大会早明戦において、天井板が落下。20代男性が大ケガ[14]。

## 交通
- 鉄道
  - JR豊肥本線 光の森駅下車、タクシーで5分から10分。
- バス
  - 熊本駅または桜町BTより、熊本都市バスG1-5系統「パークドーム」行き（約50分）
  - イベントによっては、熊本駅・桜町BTからの臨時バスが運行される事も少なくない。
- 自動車
  - 熊本市中心部より約40分
  - 九州自動車道熊本インターチェンジより約10分
  - 熊本空港より約15分
  - ロアッソ戦時には頻繁に、隣接する木材工業団地や熊本県運転免許センターの駐車場が臨時駐車場として開放される。
- パークアンドライド（シャトルバス）
  - ロアッソのホームゲーム開催時は光の森駅よりシャトルバスが運行されている。